# Mesene phareus
Espèce
Mesene phareus est une espèce d'insectes lépidoptères (papillons) appartenant à la famille  des Riodinidae et au genre Mesene.

## Taxonomie
Mesene phareus a été décrit par Pieter Cramer en 1777 sous le nom de Papilio phareus.
Synonymie : Mesene pharea Hübner, [1819] ; Papilio nigrocinctus Sepp, [1848] ; Mesene rubella Bates, 1865 ; Mesene colombica Seitz, 1916.

### Sous-espèces
- Mesene phareus deliciosa Stichel, 1929 ; au Brésil
- Mesene phaerus subfusca Lathy, 1932 ; au Brésil
- Mesene mahurya Brévignon, 1993 ; en Guyane[1].

## Description
Mesene phareus est de couleur rouge orangé bordé de marron.

## Biologie

### Plante hôte
La plante hôte de sa chenille pourrait être Paulinia pinata, ce qui reste à confirmer.

## Écologie et distribution
Mesene phareus est présent au Mexique, en Colombie, en Guyane, en Guyana, au Surinam, au Brésil et au Pérou.

### Biotope
Il réside dans la forêt tropicale.

### Protection
Pas de statut de protection particulier.